# حياة في الوحل
حياة في الوحل هو فيلم تلفزي مغربي من إخراج ميلود الحبشي سنة 2012، و بطولة كل من نعيمة المشرقي، محمد خيي، هدى صدقي، مهدي فلان، وآخرون.

## القصة
يتمحور موضوع الفيلم حول الصراع العائلي الذي يصل في بعض الأحيان إلى ذروة الاستغلال من أجل المصالح الشخصية دون مراعاة الروابط الأسرية. يتجلى ذلك من خلال استغلال أخ لأخته عن طريق السيطرة على بيتها للسكن فيه دون مقابل ثم بمنعها من الزواج بشتى الأسباب و ذلك ليبقيها في خدمته و خدمة زوجته.